# Anders Cederström (agronom)
Anders Cederström, född den 8 juni 1896 i Ingarö församling, Stockholms län, död den 1 maj 1973 i Botkyrka församling, samma län, var en svensk friherre och agronom. Han var sonson till Anders Cederström i Sanda.
Cederström avlade studentexamen 1915 och agronomexamen vid Ultuna lantbruksinstitut 1920. Han arrenderade Sanda fideikommiss i Österhaninge socken 1920–1924. Cederström innehade Beatelunds fideikommisskapital och Ektorps fideikommissegendom i Västerhaninge socken från 1921 samt den för delar av kapitalet inköpta Rikstens fideikommissegendom i Botkyrka socken från 1923. Han var styrelseordförande för Mälarprovinsernas Centralkassa för Jordbrukskredit 1924–1967 samt styrelseledamot  i Sveriges Jordbrukskasseförbund 1930–1967 (vice ordförande från 1950), i Stockholms läns skogsvårdsstyrelse 1932–1965 (ordförande från 1956) och i Fonden för skogsvetenskaplig forskning 1954–1967. Cederström var ledamot av riddarhusdirektionen från 1959. Han invaldes som ledamot av Skogs- och lantbruksakademien 1956. Cederström blev riddare av Vasaorden 1943 och kommendör av samma orden 1962. Han vilar på Västerhaninge kyrkogård.